# Stainton le Vale
Stainton le Vale is een civil parish in het bestuurlijke gebied West Lindsey, in het Engelse graafschap Lincolnshire. Zij maakt deel uit van de gemeente Thoresway. In 2001 telde het toen nog zelfstandige Stainton le Vale 62 inwoners. Stainton le Vale komt in het Domesday Book (1086) voor als 'Staintone'.